# IC 2523
IC 2523 је спирална галаксија у сазвјежђу Шмрк (Пумпа) која се налази на листи објеката дубоког неба у Индекс каталогу.
Деклинација објекта је - 33° 12' 40" а ректасцензија 9h 55m 9,4s. Привидна величина (магнитуда) објекта IC 2523 износи 12,8 а фотографска магнитуда 13,6. Налази се на удаљености од 33,183 милиона парсека од Сунца. IC 2523 је још познат и под ознакама ESO 374-11, MCG -5-24-5, AM 0952-325, IRAS 09529-3258, PGC 28607.